# Quiina schippii
Quiina schippii är en tvåhjärtbladig växtart som beskrevs av Paul Carpenter Standley. Quiina schippii ingår i släktet Quiina och familjen Ochnaceae. Inga underarter finns listade i Catalogue of Life.